# Glarus
Glarus (Glaris en francès) és un municipi del cantó de Glarus (Suïssa), del qual és la capital. La primera menció de la ciutat és del 1178 i el 1419 va esdevenir capital de la vall de Linth. Durant el segle xix es va industrialitzar amb fàbriques del sector tèxtil. i fou pionera en lleis socials, ja que va ser el primer lloc on es va prohibir que les jornades laborals fossin més llargues de 12 hores diàries, concretament el 1864.